# مسار بيروت التراثي
مسار بيروت التراثي هو مشروع تنفذه شركة سوليدير بدعم من وزارة الثقافة وبلدية بيروت. بعد أن تميزت بالميداليات البرونزية المنتشرة على الرصيف وسيربط المسار بين المواقع الأثرية والأماكن العامة التاريخية والمباني التراثية على مساحة 2.5 كم في قلب بيروت التاريخية.

## التاريخ
مسار تراث بيروت هو مشروع تنفذه سوليدير وسيتم إطلاقه في ربيع عام 2016.
بعد أن تميزت بالميداليات البرونزية المنتشرة على الرصيف سيربط المسار بين المواقع الأثرية والأماكن العامة التاريخية والمباني التراثية على مساحة 2.5 كم سيرًا في قلب مدينة بيروت التاريخية ويكشف عن العديد من حقب تاريخ بيروت وتطورها. لوحات المناطق الكبيرة وألواح النصب التذكارية الصغيرة مصنوعة من البلاط المزجج بأحجار الحمم البركانية المثبتة على حوامل من الفولاذ المقاوم للصدأ. مع النصوص المعدة بثلاث لغات (العربية والفرنسية والإنجليزية) هذه اللوحات موضحة بالخرائط والصور الفوتوغرافية والرسومات التاريخية. ستبدأ الدائرة في أسواق بيروت التي تحتفظ بشبكة الشوارع القديمة التي يبلغ عمرها 2500 عام وبوابات الوصول العثمانية وتشمل العديد من البقايا الأثرية بما في ذلك الحي الفينيقي - الفارسي وسور المدينة والخندق وزاوية ابن عراق من عصر المماليك بالإضافة إلى جامع المجيدية. تم إنقاذ العديد من الفسيفساء البيزنطية خلال الحفريات الأثرية هناك. تم إعادة بناء أحدهم ووضعه في الأسواق الحديثة بالقرب من محاذاته الأصلية داخل أعمدة الشارع الروماني التي كانت تقود من خلال ساحة باب إدريس وهي بوابة الوصول إلى ميدان سباق الخيل في وادي أبو جميل. عند مغادرته أسواق بيروت يمتد الطريق جنوبًا خلف مسجد الأمير منذر وإلى حديقة الحمامات الرومانية والأماكن العامة عبر ساحة رياض الصلح إلى المسرح الكبير في لبنان والطرف الجنوبي من شارع مراد المورق (شارع مراد). بين هذا الشارع وكاتدرائية القديس جورج المارونية حيث توجد هناك إطلالة على معبر كاردو ديكومانوس الروماني. ثم يقود الطريق إلى ساحة النجمة وفرع الانتداب الفرنسي ومبنى البرلمان وكاتدرائية سانت جورج اليونانية الأرثوذكسية وكاتدرائية سانت إيلي اليونانية الكاثوليكية. وراء هذه المزارات كنيسة النورية (سيدة النورية) التي تطل على حديقة الغفران المزمعة. يستمر الطريق إلى الجامع العمري الكبير. ويمر بجوار مبنى بلدية بيروت عام 1925 ومسجد الأمير منصور العساف الذي يعود للقرن السادس عشر إلى ساحة الشهداء والتل الكنعاني وموقع متحف مدينة بيروت للتاريخ.
ويمر المسار عبر ساحة القلعة وشارع فوش التاريخي وساحة الميناء حيث موقع الميناء القديم في بيروت ويعبر الممر منطقة فوش-ألينبي لاستعادة أسواق بيروت في شارع طرابلس في موقع متحف الحي الفينيقي-الفارسي.